# SS-Wehrgeologenbataillon
L'SS-Wehrgeologenbataillon fu un reparto speciale delle SS, attivo dal 1941 al 1945.

## Costituzione
Le SS di Himmler avevano costituito nel proprio ambito un reparto speciale di geologi: si trattava dello “SS-Wehrgeologen Bataillon (mot) 500” (letteralmente 500° Battaglione Geologhi SS (motorizzato)) costituito tra il 1941 e il 1942 a Hamburg-Langerhorn.
Nell'estate del 1943 un reparto fu inviato in Italia nell'area di Reggio Emilia, mentre il 16 marzo 1944, altre unità furono inviate  in Francia nella regione Bretone.
In Italia dovevano, ufficialmente, predisporre le fortificazioni per la "Blaue Linien" tra il Trentino e il Veneto. Dopo l'8 settembre 1943, almeno 200 italiani, di cui 5 ufficiali, entrarono a far parte di tale unità, tanto che nell'aprile del 1944 l'unità aveva una forza di 12 ufficiali, 50 sottufficiali e 580 uomini, con il seguente armamento: 27 MG, 6 mittl. Gr.Werfer, 60 mitra, 450 fucili.

## Ordine di battaglia
Questi i numeri di feldpost dei reparti:
- Stab.............feldpost n. 38379
- 1. Kp............feldpost n. 48362
- 2. Kp............feldpost n. 40814
- 3. Kp............feldpost n. 43798
- 4. Kp............feldpost n. 24332
- 1. Einsatz Kdo............n. 41336
- 2. Einsatz Kdo............n. 40208
- Stollenbau Kp.............n. 38757
- Geraetepark Kp............n. 41739

## Comandanti dell'unità
- Cdr. Dr. Rolf Höhne
- Dr. Herzig
- IVa Alfred Reicherstorfer
- TFK 1 Hans Koeller
- Dio Greisiger
- Dr. Wolfgang Diezemann[8]
- Prof. Gustav Riek
- Dr. Fritz Wasmuth
- Dr. Heinzelmann[8]
- Adj. Dr. Otto Joos
- Adj. Dr. Hans Robitsch
- Dr. Bernhard Grosse
- Albert De Saedeler
- Dr. Helke
- Dr. Siegfried Blattmann
  - Comandanti di plotone e Fachführer:

Hans Junius, Florian Wanzl, Karl Ring, Heinrich Baasen, Dr. Schmerwitz, Dr. Kolbe, Dr. Dreimanis, Dr. Rittelr, Dr. Schneck, Dr. Alberti, Dr. Ernst Reif, Günter

## Scopi dell'unità
Alcuni degli scopi di tale reparto speciale di SS era anche la ricerca delle fonti di approvvigionamento di acqua, minerali e pietre preziose. Ricerche portate avanti soprattutto sui Carpazi, tramite scavi nei siti archeologici ed esplorazioni di caverne naturali.

### Le ricerche misteriose
Ora, tale reparto di SS si sarebbe ispirato agli studi di Wilhelm Teudt, direttore del dipartimento della “Ortungslinienforschung” dell'Ahnenerbe, e a quelli di Josef Heinsch relativi alla teoria delle “Heilige-linien”, i quali sostenevano che Trieste poteva essere il luogo di contatto o una delle porte sull'aldilà, ovvero uno dei punti di passaggio su un altro mondo.

### In Trentino
Nella primavera del 1945 il "SS-Wehrgeologen Btl (mot) 500" era di stanza sull'altipiano di Folgaria in Trentino, ed era sotto il comando dell'Obersturmbannführer (Tenente Colonnello) Rolf Hohne, nato il 26 settembre 1908, che aveva guidato nel 1936 gli scavi nel castello di Quedlinburg, dove fu ritrovato il teschio di Enrico I l'Uccellatore, il mitico re dei sassoni, di cui il capo delle SS, Heinrich Himmler, credeva di essere la reincarnazione.

## L'unità nei fumetti
Il serial a fumetti di Martin Mystère con l'episodio fuori serie pubblicato su “Martin Mystère Extra” dal titolo “La camera rossa”  fa riferimento ad una serie di scavi effettuati nei sotterranei di Trieste dalla Stollenbau Kp del reparto speciale delle SS–Wehrgeologen, nella prima metà degli anni '40 del XX secolo, i quali porteranno alla realizzazione della “Kleine Berlin”, un rifugio antiaereo per riparare soldati e naviglio tedesco, ma molto probabilmente col fine occulto di cercare qualcosa di indefinito, che potrebbero essere delle caverne collegate con un mondo interiore.